# Henri d'or à la Gallia

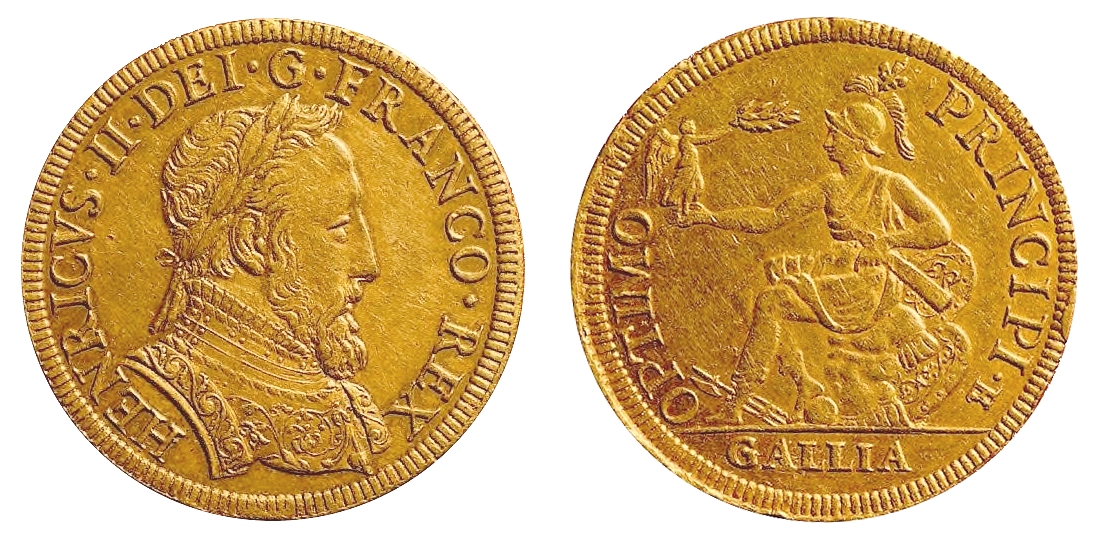
Le piéfort du double-Henri conservé à la BnF.

Le Henri d'or à la Gallia est un type de monnaie d'or française produite sous le règne de Henri II en 1554 et 1555. Cette monnaie n'a été frappée qu'à de très faibles quantités.

## Caractéristiques
Le Henri d'or (3,63 g) et le double-Henri d'or (7,25 g) étaient les plus hautes émissions du règne de Henri II, faisant suite à l'écu d'or de François Ier de poids comparable. Avec le type à la Gallia, Henri II innove dans l'imagerie et utilise la nouvelle technologie de frappe au balancier qui remplace la frappe au marteau. Les monnaies à la Gallia sont d'une qualité exceptionnelle pour l'époque, elles sont produites au Moulin de Paris uniquement, la frappe au marteau continue cependant en majorité jusqu'au règne de Louis XIII.

## Description
- Avers : Buste du roi à la tête laurée et à la cuirasse damasquinée. Légende HENRICVS.II.DEI.G.FRANCO.REX
- Revers: Gallia  (la  Gaule)  assise  sur un monceau d’armes tenant une Victoire. À l'exergue : GALLIA sous une ligne. Un monogramme EB (Étienne Bergeron, maître de la Monnaie de Paris) en fin de légende. Légende OPTIMO PRINCIPI.

Le gravure de cette monnaie serait due à Marc Béchot (mort en 1577).

## Exemplaires connus
Produite en simple et double module, cette monnaie reste un modèle prestigieux ayant peu circulé et connu qu'à quelques exemplaires, elle a une forte valeur numismatique et historique. On en connait aussi des essais en argent, non destinés à la circulation, et un piéfort unique en or conservé au Cabinet des médailles.
Un exemplaire du double-Henri passé en vente à Paris en mai 2017 est adjugé pour 23 000 euros (sans les frais).